# Bryne FK
A Bryne FK egy norvég labdarúgócsapat Bryne városában. A csapat hazai pályán a Bryne Stadionban játszik, amely 4000 fő befogadására alkalmas. A klub jelenleg a norvég másodosztályban szerepel. A klub utánpótlás-nevelő akadémiáján nevelkedett, majd a felnőtt keretének is egy rövid ideig tagja volt Erling Haaland norvég válogatott labdarúgó.

## Játékoskeret
| #  |     | Poszt | Név                       |
| -- | --- | ----- | ------------------------- |
| 1  | NOR | K     | Sondre Vestbø Kyllingstad |
| 2  | NOR | V     | Oliver Rotihaug           |
| 3  | NOR | V     | Pål Aamodt                |
| 4  | NOR | V     | Marius Andersen           |
| 5  | FRO | V     | Rógvi Baldvinsson         |
| 6  | NOR | KP    | Henning Romslo            |
| 7  | NOR | KP    | Vegard Aasen              |
| 9  | NOR | CS    | Arne Gunnes               |
| 10 | NOR | CS    | Robert Undheim            |
| 11 | NOR | KP    | Bjarne Langeland          |
| 14 | NOR | KP    | Tobias Bakken Dalbye      |
| 15 | NOR | KP    | Jørgen Hatlehol           |

| #  |     | Poszt | Név                      |
| -- | --- | ----- | ------------------------ |
| 16 | NOR | KP    | Andreas Dybevik          |
| 17 | NOR | CS    | Sigurd Grønli            |
| 18 | NOR | CS    | Jørgen Voilås            |
| 19 | NOR | V     | Tobias Kvalvågnes Guddal |
| 20 | NOR | V     | Sondre Norheim           |
| 21 | NOR | V     | Ingmar Orkelbog Austberg |
| 28 | NOR | KP    | Petter Øfsteng           |
| 45 | NOR | V     | Christian Røer           |
| 90 | NOR | CS    | Albert Braut Tjåland     |
| 99 | LIT | K     | Igor Spiridonov          |